# Corral de Garcíñigo
Corral de Garcíñigo es una localidad española del municipio salmantino de Barbalos, en la comunidad autónoma de Castilla y León.

## Geografía
Corral de Garcíñigo está situado al sur de la localidad de Barbalos, en una zona donde abunda la encina. Ubicada en la provincia de Salamanca, pertenece al término municipal de Barbalos.

## Historia
A mediados del siglo XIX, la localidad, perteneciente ya por entonces al municipio de Barbalos, contaba con una población de 17 habitantes. Figura como una alquería en el séptimo volumen del Diccionario geográfico-estadístico-histórico de España y sus posesiones de Ultramar de Pascual Madoz, donde se la describe de la siguiente manera: 

CORRAL DE GARCIÑIGO: alq. agregada al ayunt. de Barbalos en la prov. y dióc. de Salamanca, part. jud. de Segueros, aud. terr. y c. g. de Valladolid. Está sit. á la falda de un pequeño collado bien ventilado y con clima sano. Tiene 4 medianas casas. Su térm. confina al N. con Barbalos; E. Iñigo; S. Escurial de la Sierra, y O. Garciñigo: su estension es de 1/2 leg. escasa en las dos direcciones; encuéntranse en él 2 fuentes y varios manantiales y una charca que cria buenas y abundantes tencas; mucho monte de encina; una alameda bastante grande; un prado de mucha estension y 2 valles regulares con pastos de mediana calidad. Tiene una igl. muy mala anejo de Narros de Matalayegua. El terreno es pizarroso, flojo y muy poco de regadío. prod.: toda clase de granos, algunas patatas, legumbres y lino, de todo lo cual sobra para el consumo; cria algún ganado de todas clases; tiene 5 yeguas y unas cuantas caballerias menores. pobl.: 4 vec, 17 almas.
(Madoz, 1847, p. 132)

En 2021 la localidad tenía censados 17 habitantes.